# Стадницкая, Антонина Михайловна
Антонина Михайловна Стадницкая-Андронакевич (1887—1943) — пианистка и музыкальный педагог.

## Биография
Родилась 10 (22) февраля 1887 года в Санкт-Петербурге в семье потомственных дворян. В бессарабской ветви рода, к которой она принадлежала, было немало известных священнослужителей; в их числе — её родной дядя митрополит Арсений. Отец, младший врач 88-го пехотного Петровского полка Михаил Георгиевич Стадницкий; мать, Анна Борисовна. Антонина была старшей из пятерых детей: после неё родились ещё две дочери, Александра и Маргарита, и сыновья, Алексей и Николай. 
С 1897 года училась в Ярославской Мариинской женской гимназии, педагогический класс которой окончила с отличием в 1904 году. В 1905 году была принята в Санкт-Петербургскую консерваторию, в класс С. А. Малозёмовой. По состоянию здоровья в 1907 году Малозёмова передала свой класс М. Н. Бариновой, который Антонина Стадницкая окончила в 1908 году. В 1909 году она получила диплом об окончании консерватории и звание свободного художника, что давало ей возможность самостоятельно вести концертную и педагогическую деятельность. В этом же году тот же фортепианный класс окончила её сестра Александра и по совету Бариновой (вместе с Эрман и Судковской) весной 1910 года отправилась в Базель — в мастер-класс пианиста Ф. Бузони. Это обстоятельство инициировало поездку к Бузони и старшей сестры Антонины, — годом позже. Как вспоминала Стадницкая: «Бузони делал замечания, относившиеся, главным образом, к передаче формы. Обычно с карандашом в руке он отмечал остов формы, указывал деление на части, отмечал кульминации. Никаких замечаний, относящихся к вопросам фортепианной техники, постановки руки, технических упражнений и т.п., Бузони не делал. Речь шла о трактовке, стиле исполнения, художественной передаче».
В мае 1914 года она была принята преподавательницей Петербургской Народной консерватории по классу фортепиано. В 1918 году уехала с семьёй в Кишинёв, где стала активным участником концертов, музыкальных лекций, проводимых консерваторией, музыкальным училищем и Ассоциацией кишинёвских музыкантов. 
С 1927 года преподавала в консерватории «Unirea» (Униря), отличавшейся сильным профессорско-педагогическим составом на всех факультетах. В программах концертов вскоре стали часто встречаться фамилии её учеников: Г. Страхилевич, Е. Цейтлиной, Т. Андронакевич (дочь А. Стадницкой). Так, в концерте памяти В. А. Моцарта 15 марта 1931 года Т. Андронакевич исполнила его Концерт ре-минор, а сама А. Стадницкая-Андронакевич совместно с Ю. Гузом исполнила Фантазию для двух роялей С. Рахманинова.  Важную роль в творческой жизни Стадницкой занимала деятельность Кружка друзей камерной музыки, созданного в 1930 году по инициативе Г. А. Яцентковского. Помимо А. Стадницкой, в концертах участвовали Ю. Гуз, И. Колбаба, А. Павлов, М. Пестер. Стадницкая наряду с преподаванием продолжала своё обучение: стремлением к постоянному совершенствованию мастерства привели её в класс румынского профессора, ученицы Р. Тейхмюллера — Ф. Музическу; к ней Стадницкая направляла и своих лучших учеников.
В период 1936–1940 годов Стадницкая работала и в муниципальной городской консерватории. В 1941—1943 годах она находилась в  эвакуации в Краснодарском крае, а затем в Казахстане. Умерла в Джамбуле 6 июля 1943 года.

## Семья
Была замужем за Александром Андронаки. У них родилось трое детей: дочь, Татьяна (1915—1976) и сыновья — математик Владимир Андрунакиевич (1917—1997) и Дмитрий Андронакиевич (1921—?).